# Lijst van modelautoschalen
Hieronder volgt een lijst van modelautoschalen. Modelauto's hebben verschillende groottes, die ieder fanatiek verzameld worden.
- 1:6. Voornamelijk gebruikt voor motorfietsen en in mindere mate voor op afstand bestuurbare auto's.
- 1:10. Voornamelijk op afstand bestuurbare auto's, maar ook gebruikt als modelschaal.
- 1:12. Voornamelijk gebruikt voor grote bouwpakketten miniatuurauto's, zoals pakketten van Revell en Italeri. Wordt ook gebruikt voor schaalmodellen.
- 1:18. Dit zijn relatief grote auto's met veel ruimte voor detail. Schaal "uitgevonden" door Bburago
- 1:24. De klassieke grote schaal, later minder populair geworden door de opkomst van 1:18
- 1:32. Voornamelijk voor landbouwmachines, maar ook gebruikt voor auto's met terugtrekmotoren (pullback)
- 1:40, 1:43, 1:48. Ongeveer Dinky-formaat, later gestandaardiseerd tot 1:43.
- 1:50. Voornamelijk voor vrachtauto's, bussen en bouwmachines
- 1:55, 1:64, 1:72 en daartussen, ook wel 3-inch genoemd. Het terrein van de "speelgoedautootjes", vaak zonder exacte schaal, maar met standaardlengte, zodat ze in een standaarddoosje passen.
- 1:72, 1:76 (00), 1:87 (H0), 1:120 (TT), 1:160 (N) en 1:220 (Z). Vaak verzameld in combinatie met modeltreinen.